# Jean-Christophe Öberg
Jean-Christophe Öberg, född 28 mars 1935 i Rouen, Frankrike, död 12 juni 1992, var en svensk diplomat. Öberg var under åren 1965–1974 en nyckelperson i utformningen och genomförandet av den svenska Vietnam-politiken och under  Vietnamkrigets slutskede ambassadör i Hanoi (1972–1974). Han verkade sedermera som ambassadör i Bangkok och Singapore (1976–1981), Alger (1982–1987) och Warszawa (1987–1991). Hans första utrikestjänster var i Jakarta (1962) och i Bangkok 1964. Under en tid fram till sin död var Öberg bosatt i Karlskrona och deltog i grundandet av Östersjöinstitutet.

## Biografi

### Unga år
Öberg var son till vicekonsul Nils Konrad Öberg (1896–1974) och Germaine Pernot. Han tillbringade sina första 16 levnadsår i Frankrike, där fadern, som var svensk, arbetade vid den svenska ambassaden. Modern var fransyska. År 1952 kom Öberg till Ångermanland, först till Härnösand och sedan till Sollefteå, där han tog studentexamen 1954. Han studerade vidare på Uppsala universitet, där han läste juridik och statsvetenskap och kom att ansluta sig till filosofen Michel Foucaults personliga krets. Foucault var fransk lektor och ledare av de kulturella aktiviteterna på Maison de France. Öberg blev jur.kand. i Uppsala 1960. Han var gift med Birgit Öberg (född 1936) och hade fyra barn, bland andra Nils Öberg.

### Vietnamfrågan
När Öberg kom till Bangkok tjänstgjorde han i början som chef i bytet mellan två ambassadörer. Ambassaden hade en sidoackreditering i Saigon, huvudstad i Sydvietnam. Under flera resor dit fick han klart för sig hur litet stöd den av USA uppbackade regimen hade i förhållande till befrielserörelsen FNL med stöd från Nordvietnam. Han trodde inte att en amerikansk militär seger var möjlig. Öbergs rapporter till UD om detta väckte stort intresse. När en ny svensk ambassadör tillträdde med en annan mening, begärde han att bli hemförflyttad. På UD fick han fortsätta med Vietnamfrågan och var också utrikesminister Torsten Nilssons handsekreterare. Sverige hade inga diplomatiska förbindelser med Nordvietnam men informella kontakter togs upp med FNL:s representant i Alger och med Nordvietnams ambassad i Warszawa, som Öberg till viktig del skötte genom ett stort antal resor. Under några år sökte Sverige förmedla kontakt mellan USA och Nordvietnam respektive FNL, möjligen med målet att få igång fredssamtal. Torsten Nilsson hade flera samtal med USA:s utrikesminister i detta syfte. Öberg spelade en viktig roll i processen. Samtidigt började svenska politiker, särskilt Olof Palme, att uttala sig alltmer kritiskt till USA.s Vietnampolitik. 1969 upptog Sverige och Nordvietnam diplomatiska förbindelser och 1970 öppnade Öberg en svensk ambassad i Hanoi. Öberg var också aktiv i förberedelserna för svenskt bistånd till Nordvietnam som dock så länge kriget pågick fick begränsas till humanitära insatser genom Röda Korset.

Genom intervjuer och uttalanden i media framstod Öberg som färgstark och egensinnig. Särskilt uppmärksammad blev han för en i Expressen publicerad dikt han skrev i november 1969, efter att den av amerikanska trupper utförda Son My-massakern blivit känd. Öberg jämförde där de amerikanska truppernas massaker med de nazistiska illdåden i Lidice och Oradour, till vilka statsminister Olof Palme sedermera anknöt i sitt berömda tal julen 1972.  

### Diplomatiska insatser
Öberg kom under sin tid som ambassadör i Warszawa att få tillfälle att utöva praktisk diplomati under en känslig period i Polens utveckling. I en tid som kännetecknades av starka motsättningar mellan å ena sidan den rådande statsmakten under president Wojciech Jaruzelski och å andra sidan fackföreningen Solidaritet under Lech Walesa bjöd Öberg in dessa båda ledare till hemliga överläggningar på svenska ambassaden – som tjänligt nog råkade ligga (och alltjämt ligger) på andra sidan gatan från presidentpalatset i Warszawa. En möjlighet till dialog skapades på detta sätt i biblioteket på den svenska ambassaden.